# IERS參考子午線

赤道（紅色）和本初子午線（藍色）經過的國家。

 IERS參考子午線（IRM），也稱為國際參考子午線，是由國際地球自轉服務（IERS）維護的本初子午線（經度0°）。它是通過格林尼治皇家天文台的喬治·比德爾·艾里在1851年建造的子午儀所在緯度東側5.3秒的子午線，或是102（335英尺）。這也是美國國防部運作的全球衛星定位系統（GPS），與和理想的國際地表參考系統（ITRS）具體化的國際地表參考系（ITRF）WGS84所參考的本初子午線。

## 位置
IERS參考子午線和艾里子午儀之間相差的5.3″是建立在本地垂線的觀測結果，IERS參考的是地理經度，就是包含地球質心的本初子午線。
國際海道測量組織（IHO），在1983年為所有海圖通過早期的IRM版本。國際民用航空組織在1989年3月3日通過空中航行的IRM版本。地球表面緩慢移動的板塊，所以大多數國家認可的IRM地圖版本，都是以一個特定的年份做起點，固定住自己的板塊。例如，包括：北美基準1983（NAD83）、歐洲地心參考系1989（ETRF89）、澳大利亞地心參考系1994（GDA94）。固定板塊年分的版本與全球的版本差異，每年只有幾釐米。
然而，IRM並未固定在地球上的任何一點。相反的，在歐亞大陸板塊上的每一個點，包括皇家天文台都以每年約2.5公釐的速度向東北緩緩的移動。因此，IRM是參考散布在各地的數百個IERS網路的測站加權平均值（以最小二乘法的感覺）。這個網路包括GPS站、衛星雷射測距（SLR）、月球雷射測距實驗（LLR）和高精確度的甚長基線干涉測量（VLBI）站。所有測站地點的座標每年進行調整，以消除與主要板塊的淨旋轉。如果地球上只有兩個半球的版塊圍繞著它們相交的中心或邊界的任何一個軸在做相對的運動，然後任意兩個點（圍繞著任何其它的旋轉軸）的經度正好是相對的，則兩個點的運動必然是幅度相同但方向相反。180度經線相對於IERS參考子午線，並且與之構成將地球劃分為東半球和西半球的一個大圓。
世界時的概念是建立在WGS84的基礎上。因為地球自轉速率的變化，協調世界時和觀察太陽過中天的世界時會有所不同，其時間偏差的平均值可能達到0.9秒時，閏秒就會適時插入，使協調世界時相對於太陽的位置角能夠維持住。請參閱平均太陽時。

## 地點的表列
開始於北極點並終止於南極點的IERS參考子午線穿過8個家： 
| 座標 （近似值）                  | 國家、領域或海洋 | 註解 |
| -------------------------------- | ---------------- | --- |
| 90°0′N 0°0′E / 90.000°N 0.000°E  | 北冰洋           | |
| 81°39′N 0°0′E / 81.650°N 0.000°E | 格陵兰海         | |
| 72°53′N 0°0′E / 72.883°N 0.000°E | 挪威海           | |
| 61°0′N 0°0′E / 61.000°N 0.000°E  | 北海             | |
| 53°45′N 0°0′E / 53.750°N 0.000°E | 英国             | 從东约克郡滕斯托爾經格林尼治到皮斯黑文。                                            |
| 50°47′N 0°0′E / 50.783°N 0.000°E | 英吉利海峡       | |
| 49°19′N 0°0′E / 49.317°N 0.000°E | 法國             | 從濱海維萊爾到加瓦爾涅。                                                                                |
| 42°41′N 0°0′E / 42.683°N 0.000°E | 西班牙           | 從西林德羅峰到卡斯特利翁-德拉普拉納。                                                                   |
| 39°56′N 0°0′E / 39.933°N 0.000°E | 地中海           | 瓦倫西亞灣                                                                                              |
| 38°52′N 0°0′E / 38.867°N 0.000°E | 西班牙           | 從埃爾韋爾赫爾到卡爾佩。                                                                                |
| 38°38′N 0°0′E / 38.633°N 0.000°E | 地中海           | |
| 35°50′N 0°0′E / 35.833°N 0.000°E | 阿尔及利亚       | 從斯提迪耶到鄰近巴吉穆赫塔爾堡的阿爾及利亞－馬利國界。                                        |
| 21°50′N 0°0′E / 21.833°N 0.000°E |                  | |
| 14°59′N 0°0′E / 14.983°N 0.000°E | 布吉納法索       | |
| 11°6′N 0°0′E / 11.100°N 0.000°E  | 多哥             | 距離約600公尺。                                                                                         |
| 11°6′N 0°0′E / 11.100°N 0.000°E  |                  | 距離約16公里。                                                                                          |
| 10°57′N 0°0′E / 10.950°N 0.000°E | 多哥             | 距離約39公里。                                                                                          |
| 10°36′N 0°0′E / 10.600°N 0.000°E |                  | 從鄰近本普魯克的多哥－加納國界到特马。 經過沃尔特水库，座標為7°48′N 0°0′E / 7.800°N 0.000°E。 |
| 5°37′N 0°0′E / 5.617°N 0.000°E   | 大西洋           | 在0°0′N 0°0′E / 0.000°N 0.000°E經過赤道。                                                               |
| 60°0′S 0°0′E / 60.000°S 0.000°E  | 南冰洋           | |
| 68°54′S 0°0′E / 68.900°S 0.000°E | 南极洲           | 挪威主張的毛德皇后地。                                                                                  |